# Ascogaster yunnanica
Ascogaster yunnanica är en stekelart som beskrevs av Tang och Marsh 1994. Ascogaster yunnanica ingår i släktet Ascogaster och familjen bracksteklar. Inga underarter finns listade.